# Jacques-Denis Cochin
Le baron Jacques-Denis Cochin, né à Paris le 27 juillet 1757 et mort à Paris le 12 octobre 1837, est un avocat et homme politique français.

## Biographie
Avocat, il est nommé, en 1815, sous la Restauration, maire du 12e arrondissement de Paris. Il est élu, le 25 février 1824, député du 7e arrondissement de la Seine, par 636 voix contre 421 à Claude-Louis Salleron. Il siège jusqu'à la fin de son mandat, le 5 novembre 1827, dans le groupe des Royalistes constitutionnels. 
Jacques-Denys Cochin avait reçu le titre héréditaire de baron, sur promesse d'institution de majorat, par ordonnance de Louis XVIII de mars 1820. Mais il négligea d'instituer son majorat et les lettres patentes ne furent jamais délivrées.
Il est le père de Jean-Denis Cochin à qui il laisse ses fonctions de maire en 1825.

### Sources
- « Jacques-Denis Cochin », dans Adolphe Robert et Gaston Cougny, Dictionnaire des parlementaires français, Edgar Bourloton, 1889-1891 [détail de l’édition]